# Charmkhvorān-e Bālā
Charmkhvorān-e Bālā (persiska: چرمخوران بالا, Charmkhowrān-e Bālā) är en ort i Iran.   Den ligger i provinsen Östazarbaijan, i den nordvästra delen av landet, 400 km nordväst om huvudstaden Teheran. Charmkhvorān-e Bālā ligger 2 040 meter över havet och antalet invånare är 206.
Terrängen runt Charmkhvorān-e Bālā är kuperad. Runt Charmkhvorān-e Bālā är det ganska glesbefolkat, med 43 invånare per kvadratkilometer. Närmaste större samhälle är Tīkmeh Dāsh, 8,5 km väster om Charmkhvorān-e Bālā. Trakten runt Charmkhvorān-e Bālā består i huvudsak av gräsmarker.